# Binidayan
Binidayan è una municipalità di quinta classe delle Filippine, situata nella Provincia di Lanao del Sur, nella Regione Autonoma nel Mindanao Musulmano.
Binidayan è formata da 26 baranggay:
- Badak
- Baguiangun
- Balut Maito
- Basak
- Bubong
- Bubonga-Ranao
- Dansalan Dacsula
- Ingud
- Kialilidan
- Lumbac
- Macaguiling
- Madaya
- Magonaya

- Maindig
- Masolun
- Olama
- Pagalamatan (Pob.)
- Pantar
- Picalilangan
- Picotaan
- Pindolonan
- Poblacion
- Soldaroro
- Tambac
- Timbangan
- Tuca